# PSR J0740+6620
PSR J0740+6620是由一顆中子星和白矮星組成的一個聯星系統，它在銀河系內，距離我們4,600光年遠。它於2019年被位於美國西維吉尼亞州的綠堤望遠鏡發現，並確認為一顆毫秒脈衝星。
它是有史以來觀測到的質量最大的中子星之一，質量為2.08+0.07
−0.07 M☉。它的質量在理論最大值（TOV極限，也叫歐本海默-沃爾科夫極限）的邊界附近。它的質量是通過夏皮羅時間延遲的計算得到的。當伴星的白矮星在中子星前方時，即介於地球和中子星之間時，會延緩脈衝信抵達地球的時間。它一直是最重中子星的記錄保持者，直到2022年7月，該頭銜才被PSR J0952–0607取代，據報導其質量為2.35+0.17
−0.17M☉。
雖然多數中子星的直徑都在10（6.21英里）之間，但經由量測估計PSR J0740_6620的大小為12.39+1.30
−0.98 km （7.70+0.81
−0.61 mi）。

## 外部連結
- Susanna Kohler. . AASnova. 15 September 2021 （美国英语）.